# 1941年の音楽
1941年の音楽（1941ねんのおんがく）では、1941年（昭和16年）の世界の音楽について記述する。

## 概要
- 戦前のアメリカとしては珍しい、国立黒人オペラ・カンパニーが、ピッツバーグで発足した[1]
- アラン・ローマックス(米国議会図書館で働いていた) がマディ・ウォーターズ[2]やサン・ハウスなどを発見した。
- ウッディ・ガスリー[3]が「グランド・クーリー・タイム」などの民謡（フォークソング）を作曲し録音した。
- レス・ポールは、最初のソリッド・ボディのエレクトリック・ギターを作ろうとして感電死しそうになった。
- 8月18日–ナチス・ドイツの警察の摘発により、300人以上のドイツのスウィング・キッズ（スウィング・ユース）が逮捕され、同国でのスウィングは終焉を迎えた。

## 洋楽・出版曲
- ビリー・ストレイホーン「A列車で行こう」
- ウィリアム・シューマン「交響曲第3番」
- グレン・ミラー「チャタヌーガ・チュー・チュー」
- セルゲイ・ラフマニノフ「交響的舞曲」
- ハロルド・アーレン、ジョニー・マーサー「ブルース・イン・ザ・ナイト」
- ヴィクター・シャーツィンガー、ジョニー・マーサー「タンジェリン」
- ベンジャミン・ブリテン「シンフォニア・ダ・レクイエム」
- ホセ・パブロ・モンカイヨ「ウアパンゴ」
- マルガリータ・レクオーナ「タブー」
- リチャード・アディンセル「ワルソー・コンチェルト」
- レッド・エバンス「ブルー・ファイア」
- クリスマス・ソング「リトル・ドラマー・ボーイ」
- 軍歌「聖なる戦い」

## 邦楽シングル
- 淡谷のり子「すずかけの道」
- 高峰秀子「煙草屋の娘」
- 三門順子「忠義ざくら」「筑紫の明月」
- 美ち奴「次郎長ぶし」
- 二葉あき子「めんこい仔馬」[4](2月発売、共唱：高橋祐子)「四つ葉のクローバー」(2月発売)「シャボン玉の幻想」（3月発売）
- 小林千代子「明け行く大陸」(9月発売)
- 渡辺はま子「サヨンの鐘」(11月発売)
- 小唄勝太郎など「瑞穂踊り」
- 早坂文雄「左方の舞と右方の舞」
- 霧島昇、李香蘭、松原操「そうだその意気」
- 深井史郎「大陸の歌」
- 東海林太郎、小笠原美都子「琵琶湖哀歌」
- 菊池規・安藤睦夫「北上夜曲」
- 愛唱歌「北帰行」
- 童謡「海」
- 童謡「おうま」
- 童謡「船頭さん」
- 童謡「たきび」
- 童謡「森の小人」
- 軍歌「海の進軍」藤山一郎など
- 軍歌「英国東洋艦隊潰滅」

## 誕生
- 1月2日 - 秋山和慶（指揮者、+2025年・84歳没）
- 1月3日 - 岩下志麻（女優・元歌手）
- 1月3日 - 天地総子 (東京都、歌手・声優・女優、+2019年・78歳没）
- 1月5日 - 宮崎駿（アニメ作家・映画監督・漫画家・作詞家）
- 1月9日 - ジョーン・バエズ（シンガーソングライター）
- 1月11日 - シュムエル・アシュケナジ（ヴァイオリニスト）
- 1月15日 - 高橋元太郎 (東京都、歌手・俳優・講師)
- 1月21日 - プラシド・ドミンゴ（テノール歌手）
- 1月24日 - アーロン・ネヴィル (、歌手)
- 1月27日 - ボビー・ハッチャーソン（ジャズ・ヴィブラフォン奏者、+2016年・75歳没）
- 2月2日 - ロサ・モレナ（フラメンコ歌手、+2019年・79歳没）
- 2月4日 - エディナ・ポップ（歌手、ジンギスカン）
- 2月4日 - ジョン・スティール（ドラマー、アニマルズ）
- 2月11日 - セルジオ・メンデス（ミュージシャン）
- 2月15日 - 中山大三郎（作詞家・作曲家、+2005年・64歳没）
- 2月17日 - ジーン・ピットニー（歌手、+2006年・65歳没）
- 2月26日 - アントニオ古賀 (東京都、歌手)
- 3月3日 - ギルバート・キャプラン（実業家・指揮者、+2016年・74歳没）
- 3月4日 - デヴィッド・ダーリング（チェリスト、+2021年・79歳没）
- 3月4日 - ユーリ・シモノフ（指揮者）
- 3月6日 - 加瀬邦彦（ミュージシャン、+2015年・74歳没）
- 3月15日 - マイク・ラヴ（歌手、ザ・ビーチ・ボーイズ）
- 3月15日 - 井上堯之（ミュージシャン、ザ・スパイダース、+2018年・77歳没）
- 3月17日 - ポール・カントナー（歌手、ジェファーソン・エアプレイン、+2016年・74歳没）
- 3月18日 - ウィルソン・ピケット（歌手、+2006年・64歳没）
- 3月19日 - ブルーノ・レオナルド・ゲルバー（ピアニスト）
- 3月27日 - 小林克也（ラジオDJ・ナレーター・歌手、ザ・ナンバーワン・バンド）
- 4月1日 - 伊藤エミ (愛知県、歌手、ザ・ピーナッツ +2012年・71歳没）
- 4月1日 - 伊藤ユミ (愛知県、歌手、ザ・ピーナッツ +2016年・75歳没）
- 4月13日 - マーガレット・プライス（ソプラノ歌手、+2011年・69歳没）
- 4月15日 - ラファエル・バスルト・ララ（歌手、トリオ・ロス・パンチョス、+年・歳没）
- 5月4日 - 真理明美（女優・元歌手、+2017年・76歳没）
- 5月7日 - 青江三奈 (東京都、歌手 +2000年・59歳没）
- 5月7日 - 萩本欽一（コメディアン）
- 5月10日 - 宮沢明子（ピアニスト、+2019年・77歳没）
- 5月17日 - 藤公之介（作詞家・詩人・放送作家）
- 5月24日 - ボブ・ディラン（、シンガーソングライター）
- 5月30日 - 大野雄二（ジャズピアニスト）
- 6月5日 - マルタ・アルゲリッチ（ピアニスト）
- 6月7日 - ハイメ・ラレード（ヴァイオリニスト・指揮者）
- 6月9日 - ジョン・ロード（オルガニスト・ピアニスト、+2012年・71歳没）
- 6月12日 - チック・コリア（作曲家、+2021年・79歳没）
- 6月21日 - 長山藍子（女優・元歌手）
- 6月26日 - 三島大輔（作曲家、+2015年・73歳没）
- 6月26日 - 渡辺茂夫（ヴァイオリニスト、+1999年・58歳没）
- 6月29日 - 倍賞千恵子 (東京都、女優・歌手)
- 7月1日 - 横内正（俳優・元歌手）
- 7月5日 - 仲本工事（コメディアン、ザ・ドリフターズ）
- 7月16日 - デスモンド・デッカー（スカ・レゲエミュージシャン、+2006年・64歳没）
- 7月17日 - 三浦布美子 (東京都、女優・歌手・舞踊家)
- 7月21日 - 川谷拓三（俳優・元歌手、+1995年・54歳没）
- 7月28日 - リッカルド・ムーティ（指揮者）
- 7月30日 - ポール・アンカ（歌手）
- 8月2日 - ポール牧（コメディアン、+2005年・63歳没）
- 8月13日 - 小島秀夫（ヴァイオリニスト・指揮者、+2022年・80歳没）
- 8月23日 - バニー・リー（音楽プロデューサー、+2020年・79歳没）
- 8月23日 - 井上ひろし (神奈川県、歌手 +1985年・44歳没）
- 8月27日 - セザリア・エヴォラ（ファド歌手、+2011年・70歳没）
- 8月27日 - 藤竜也（俳優・元歌手）
- 9月8日 - 大倉修吾（ラジオパーソナリティ・タレント、+2016年・74歳没）
- 9月9日 - オーティス・レディング (、歌手 +1967年・26歳没）
- 9月9日 - 安田祥子 (群馬県、声楽家・童謡歌手)
- 9月10日 - クリストファー・ホグウッド（指揮者・鍵盤楽器奏者、+2014年・73歳没）
- 9月10日 - 沖至（ジャズ・トランペット奏者、+2020年・78歳没）
- 9月13日 - 井上大輔（ミュージシャン、+2000年・58歳没）
- 9月26日 - サルヴァトーレ・アッカルド（ヴァイオリニスト）
- 10月5日 - 桂春蝶（落語家、+1993年・51歳没）
- 10月5日 - 平川幸男（お笑い芸人、Wヤング、+2019年・78歳没）
- 10月8日 - 三田佳子（女優・元歌手）
- 10月9日 - チューチョ・バルデース（ピアニスト、イラケレ）
- 10月13日 - ニール・アスピノール（音楽業界関係者、+2008年・66歳没）
- 10月13日 - ポール・サイモン（歌手、サイモン&ガーファンクル）
- 10月16日 - デリク・ブルジョワ（作曲家、+2017年・75歳没）
- 10月25日 - ヘレン・レディ（歌手・女優、+2020年・78歳没）
- 10月30日 - フリーデマン・レイヤー（指揮者、+2019年・77歳没）
- 11月5日 - アート・ガーファンクル (、歌手)
- 11月5日 - 富野由悠季（アニメ監督・作詞家・小説家）
- 11月21日 - イディル・ビレット（ピアニスト）
- 11月21日 - ドクター・ジョン（ミュージシャン、+2019年・77歳没）
- 11月24日 - ピート・ベスト（ミュージシャン、5人目のビートルズ）
- 11月25日 - パーシー・スレッジ (、歌手 +2015年・73歳没）
- 11月28日 - 明田川進（音響監督）
- 12月10日 - 坂本九 (神奈川県、俳優・歌手　+1985年・43歳没）
- 12月12日 - ティム・ハウザー (、歌手、マンハッタン・トランスファーメンバー +2014年・72歳没）
- 12月19日 - モーリス・ホワイト（歌手、アース・ウィンド・アンド・ファイアー、+2016年・74歳没）
- 12月28日 - 渡哲也（俳優・元歌手、+2020年・78歳没）
- 12月29日 - レイ・トーマス（歌手、ムーディー・ブルース、+2018年・76歳没）

月日不明
- 伊勢功一（歌手）
- 岡宏（バンドマスター・指揮者）
- 川口ひろし（演歌歌手・ものまねタレント）
- 河野土洋（作曲家、+2017年）
- ジョン・メルビー（作曲家）
- 盛中国（ヴァイオリニスト、+2018年・77歳没）
- 多摩幸子（歌手）
- 藤舎名生（横笛演奏家）
- ビリー・ヤング（歌手）
- ブルーノ・アプレア（指揮者）
- ミッシェル・ベルナルク（編曲家、+2002年）

## 死去
- 1月2日 - ミッシャ・レヴィツキ、ピアニスト（* 1898年）
- 1月10日 - フランク・ブリッジ、作曲家・弦楽奏者・指揮者（* 1879年）
- 2月19日 - ハミルトン・ハーティ、指揮者（* 1879年）
- 3月17日 - ワシリー・サペルニコフ、ピアニスト・作曲家（* 1867年）
- 4月21日 - アグスティン・バルディ、音楽家（* 1884年）
- 6月29日 - イグナツィ・パデレフスキ、ピアニスト・作曲家・政治家・外交官（* 1860年）
- 7月8日 - フィリップ・ゴーベール、音楽家（* 1879年）
- 7月30日 - フーゴ・ベッカー、チェリスト・音楽教師・作曲家（* 1864年）
- 11月8日 - 瀬戸口藤吉、作曲家（* 1868年）
- 11月23日 - 関屋敏子、声楽家（* 1904年）